# Northern (spoorwegonderneming)
Northern, de handelsnaam van Northern Limited, is de primaire treinmaatschappij in Noord-Engeland.
Northern exploiteert meer stations dan enige andere treinmaatschappij in het Verenigd Koninkrijk. Op 1 maart 2020 heeft de Britse overheid de dienst onder de Operator of Last Resort overgenomen.

## Geschiedenis
In december 2015 gunde het Department for Transport (DfT) Arriva een contract voor de exploitatie van de Northern-franchise. Het begon in april 2016 en zou lopen tot maart 2025.
De franchise ondervond een aantal problemen. In mei 2018 werd een nieuwe dienstregeling ingevoerd, maar een tekort aan rollend materieel en bemanning leidde tot wijdverbreide vertragingen en annuleringen waarvan de exploitant nooit meer herstelde.
In oktober 2019 heeft de staatssecretaris van Transport, Grant Shapps, een verzoek om voorstellen gedaan aan de zittende exploitant Arriva en de exploitant in laatste instantie, wat zou leiden tot beëindiging van de franchise met ofwel Arriva om een kortlopend beheerscontract te krijgen of de exploitant in laatste instantie om het over te nemen. De DfT besloot de franchise te beëindigen met de exploitant in laatste instantie om het over te nemen.

### Northern Connect
Van december 2019 af zal Northern een netwerk van twaalf interstedelijke expressdiensten exploiteren. Elf van deze diensten zullen worden geëxploiteerd door nieuwe klasse 195-dieseltreinen en elektrische treinen van klasse 331. De route Middlesbrough naar Carlisle via Newcastle upon Tyne zal worden gereden door gerenoveerde treinen van klasse 158.